# Rong Guiqing
Rong Guiqing (chinesisch 戎貴卿 / 戎贵卿, Pinyin Róng Guìqīng; * Mai 1958 im Kreis Weishi, Provinz Henan) ist ein ehemaliger chinesischer Generalmajor der Volksbefreiungsarmee. Seit Dezember 2015 ist er Vizekommandant des Heers der Volksrepublik China, nachdem er als Stabschef der Militärregion Chengdu und Kommandant der 54. Gruppenarmee diente.

## Karriere
Rong machte einen Abschluss an der Nationalen Verteidigungshochschule der Volksbefreiungsarmee. Er ist Mitglied der Kommunistischen Partei Chinas.
Im Juli 2008 wurde er zum Generalmajor befördert. 2009 wurde er Kommandant der 54. Gruppenarmee der Militärregion Jinan. Im Dezember 2014 wurde er zur Militärregion Chengdu transferiert, wo er Zhou Xiaozhou als Stabschef ersetzte. Ein Jahr später wurde er Vizekommandant des Heers der Volksrepublik China.
Er war Abgeordneter zum 12. Nationalen Volkskongress.